# Wachsrose
Die Wachsrose, auch Wachsanemone besitzt laut einigen Autoren zwei synonyme wissenschaftliche Namen Anemonia sulcata (Lat.: gefurchte Anemone) und Anemonia viridis (Lat.: grüne Anemone) und ist ein im Mittelmeer und Ostatlantik vorkommendes Nesseltier aus der Gattung Anemonia in der Familie Actiniidae.

## Anatomie und Aussehen
Die Wachsrose ist durch 15 cm lange, stark nesselnde und nicht einziehbare Tentakel gekennzeichnet. Die Wachsrose kann die Tentakel weder verkürzen noch in ihr Körperinternes zurückziehen. Größe der Fußscheibe und die Anzahl der Tentakel hängt vom Ökotyp ab. Der kleinere Ökotyp besitzt eine 2-5 cm große Fußscheibe und 70-192 Tentakel. Dieser Ökotyp kommt vor allem in Tiefen bis 5 Metern, auch in stärker bewegtem Wasser, vor und kann Kolonien bilden. Der größere Ökotyp besitzt eine Fußscheibe mit einem Durchmesser bis zu 15 cm und 192-384 Tentakel und kommt in Tiefen von 3 bis 25 Metern vor.
Die Färbung von Wachsrosen ist sehr variabel. In Oberflächennähe besiedeln viele endosymbiontische Algen (Zooxanthellen) die Wachsrose, die außerdem für die Produktion der den Wachsrosen eigenen Neurotoxine, u. a. ATX-II (Anemonia-viridis-Toxin 2), verantwortlich sind. Deshalb erscheint diese grünlich bis rosa. Die Tentakelspitze ist hier oft violett. Die Wachsrose profitiert zusätzlich von der photosynthetischen Leistung der Zooxanthellen. In größeren Tiefen sind weniger symbiontische Algen vorhanden, was zu einem grauen Erscheinungsbild führt.
Die Anwesenheit von symbiontischen Algen ist für die Wachsrose sehr wichtig, da sie eine große und überlebenswichtige Rolle im Stoffwechsel spielen.

## Verbreitung
Die Wachsrose ist eine photophile (lichtliebende) Art, die den Lebensraum des Infralitoral (flache Küstenzonen) bevorzugt. Das Verbreitungsgebiet erstreckt sich vom gesamten Mittelmeer über die Ostatlantikküste bis nach Schottland. Die Art ist eine typische marine Art für das Mittelmeer und Teilen des Atlantischen Ozeans.
Anemonia sulcata ist der am häufigsten vorkommende Aktinid im Mittelmeerraum.

## Lebensraum

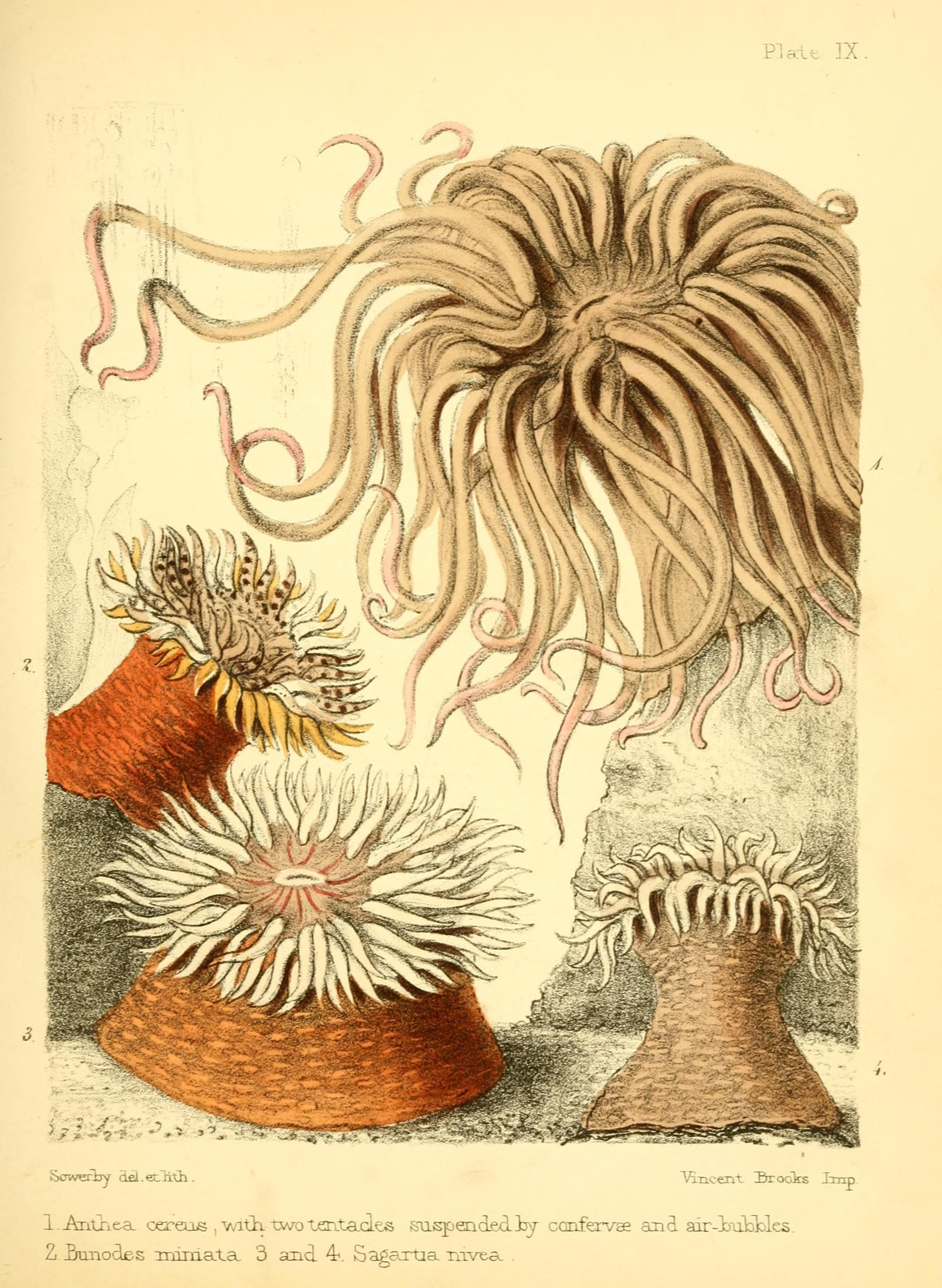

In geschützten Buchten und Häfen können die Wachsrosenkolonien mehrere Quadratmeter groß werden. Das bevorzugte Substrat sind sonnenexponierte Felsen, weshalb diese Art vor allem an felsigen Küsten zu finden ist. Die Wachsrose ist außerdem tolerant gegenüber stark verschmutztem Wasser.
Die Wachsrose kann gut in einem geografischen Aquarium im Mittelmeer oder an der Küste kultiviert werden, wenn natürliches Wasser mit einer hohen Sauerstoffsättigung und Kohlendioxid genutzt wird.

## Lebensweise
Die Wachsrose ist sessil.
Beim Nahrungserwerb betätigt sich die Wachsrose als „Fänger“. Die Tentakel sind mit für den Stamm der Nesseltiere namensgebenden Nesselkapseln bewehrt und werden zum Beutefang eingesetzt. Beutetiere werden gepackt, gelähmt und mit den Tentakeln zur Mundöffnung geführt. Die Ernährung basiert hauptsächlich aus kleinen Fischen, Weichtieren und Kleinkrebsen, die man im Gastralraum von Wachsrosen gefunden hat.
Durch die Aufnahme von Beutetieren, die bestimmte Schadstoffe bioakkumuliert haben, kann die Wachsrose diese Schadstoffe integrieren.
In einer mit Spurenelementen angereicherten Umgebung scheinen Wachsrosen in der Lage zu sein, ihre Konzentration an internen Spurenelementen durch Kompartimentierung und Ausscheidung zu steuern, was ihren Erfolg in an toxischen Spurenelementen angereicherten Umgebungen erklären würde.
Wachsrosen sind eine Art mit Geschlechtertrennung. Die Art legt Eier, aus denen die Jungtiere schlüpfen.
Die Wachsrose lebt in einer Lebensgemeinschaft mit mehreren Tierarten, die gegen das Nesseln immun sind und so in der Nähe der Wachsrose Schutz finden können. Zu diesen kommensalisch lebenden Arten gehören Schwebegarnelen (Leptomysis mediterranea), Anemonen-Seespinnen (Inachus phalangium), sowie die Anemonengrundel (Gobius bucchichii).

## Gefährlichkeit
Die Wachsrose kann stark nesseln, deshalb sollten Berührungen möglichst vermieden werden. Die Nesselfäden können zwar nicht durch die Hornhaut der Hände nesseln, jedoch reißen die Tentakel leicht ab und können so auch zu empfindlicheren Hautpartien gelangen und dort zu starken Vernesselungen führen. Behandelt werden die betroffenen Stellen mithilfe von 5%iger Essiglösung oder 40-70%igem Alkohol erfolgen.

## Verwendung

### Gastronomie

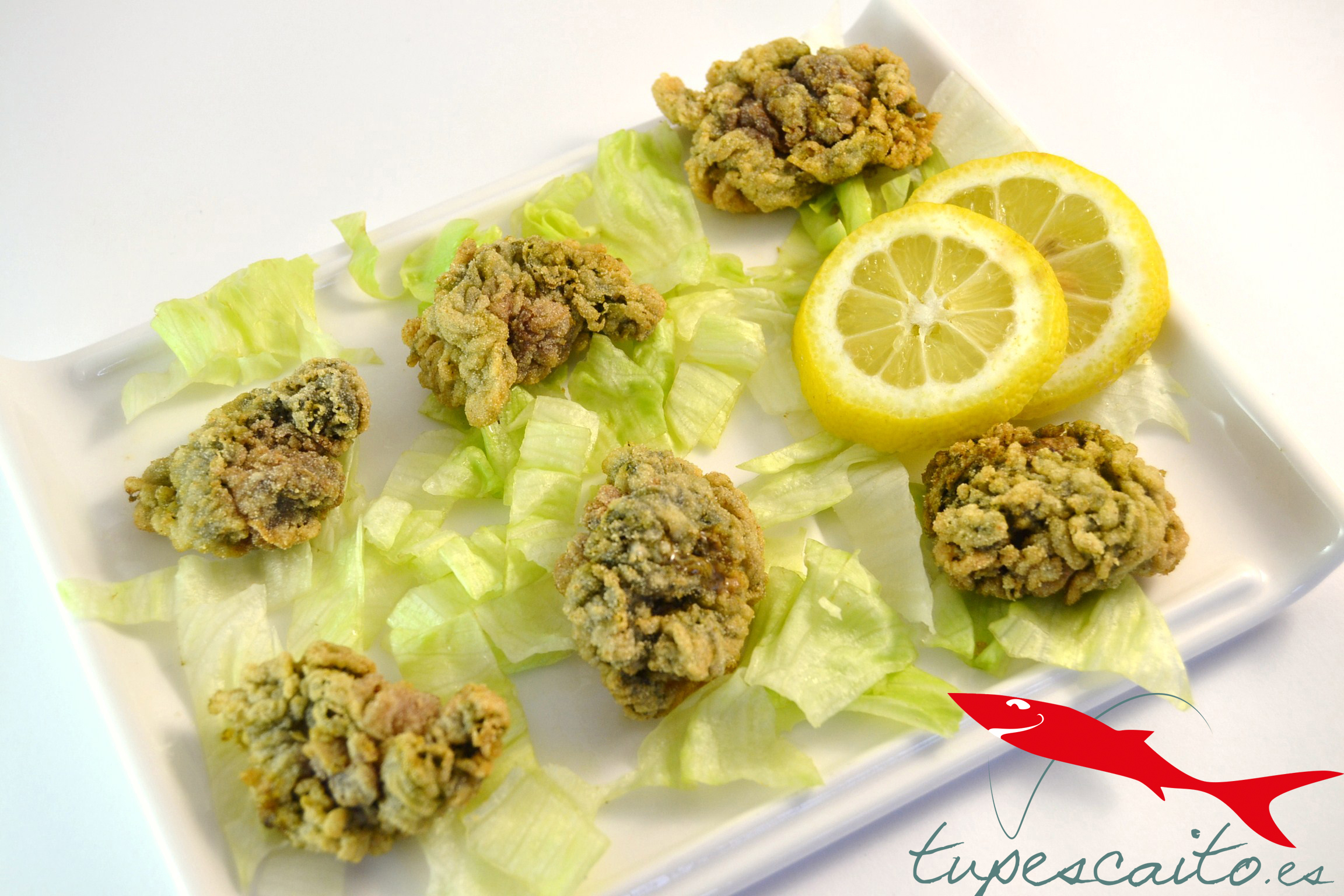
Ein mediterranes Gericht mit Wachsrosen

In manchen Gegenden des Mittelmeers wird die Wachsrose als frittierte, rohe oder gebratene Speise zubereitet.
Vor allem in den Küstengebieten von der Provinz Cadiz, im Ebro-Delta und auf Menorca werden Speisen, die die Wachsrose enthalten, zubereitet.
Die auffällige Färbung im Lebendzustand verlieren Wachsrosen recht schnell und nehmen bei der Zubereitung rostige Farben an. Bei der Zubereitung werden sie gespült, in Fischbratmehl gebadet und mit Olivenöl gebraten. Kleine Tentakel lassen sich ganz zubereiten, während größere Tentakel zuerst zerkleinert werden.
Die geringe Lagerkapazität von Wachsrosen führt dazu, dass man dieses Gericht fast ausschließlich in Küstennähe finden kann. Dort wird es normalerweise als Tapa zu gebratenen Fisch serviert. Das Aroma ist sehr marin. In Italien wird es mit Olivenöl mariniert und goldbraun gebraten.
Aufgrund der Fähigkeit zu nesseln werden Wachsrosen über eine längere Zeit zubereitet. Das Brennvermögen geht durch Frittieren verloren.

### Pharmakologie und medizinische Chemie
Ein von der Wachsrose produziertes Neurotoxin besitzt eine antimikrobielle Wirkung.
Im Jahr 2014 schlugen Yan & al vor, die Eigenschaften eines Bioinsektizids (BT aus Bacillus thuringiensis) zu verstärken, indem sie es mit einem Toxin kombinieren, das von einem Gen aus Anemonia sulcata kodiert wird.